# Brigitte Erler
Brigitte Erler geb. Tschakert (* 5. Mai 1943 in Berlin) ist eine deutsche Politikerin der SPD.

## Leben und Wirken
Erler begann 1961 ein Studium der Geschichte, des Lateinischen und der Politischen Wissenschaften in Berlin, das sie später in Marburg und Freiburg im Breisgau fortsetzte und 1968 abschloss. 1969 legte sie das Assessorexamen für das Lehramt an Gymnasien ab. Von 1970 bis 1972 arbeitete sie als wissenschaftliche Mitarbeiterin bei der Studiengruppe für Systemforschung und bei der Verwaltung des Deutschen Bundestages in Bonn. Sie trat 1969 der Gewerkschaft Öffentliche Dienste, Transport und Verkehr und 1970 der SPD bei. 1973 arbeitete sie für verschiedene Bundestagsabgeordnete und wurde 1974 Referentin im Bundesministerium für wirtschaftliche Zusammenarbeit. Hier schrieb sie unter anderem Reden für Erhard Eppler und Egon Bahr. 1976 zog sie über die Landesliste Baden-Württemberg in den Deutschen Bundestag ein. Ihre Wiederwahl 1980 misslang. Sie konnte jedoch am 6. Dezember 1982 erneut in den Bundestag einziehen, nachdem der Abgeordnete Rolf Böhme zum Oberbürgermeister von Freiburg im Breisgau gewählt worden war und sie für ihn nachrückte. Damit war sie insgesamt von 1976 bis 1980 und von 1982 bis 1983 Mitglied des Deutschen Bundestages und dort im Landwirtschaftsausschuss tätig.
Erler beendete ihre Tätigkeit für das Bundesministerium für wirtschaftliche Zusammenarbeit, nachdem sie zu der Überzeugung gelangt war, dass Entwicklungshilfe den Menschen in den Entwicklungsländern mehr schade als nütze. Hierüber schrieb sie das Buch „Tödliche Hilfe“.
Von 1985 bis 1989 war Brigitte Erler Generalsekretärin der Deutschen Sektion von Amnesty International. 1998 erhielt sie den Bremer Solidaritätspreis.